# 別所温泉
別所温泉（べっしょおんせん）は、長野県上田市にある温泉である。標高約570mの高地にある、信州最古と伝わる温泉地で、日本武尊が7か所に温泉を開き「七苦離の温泉」と名付けたという伝説から「七久里の湯」とも呼ばれる。
温泉街に近接して安楽寺、常楽寺、北向観音といった塩田流北条氏ゆかりの古刹があることから、「信州の鎌倉」と呼ばれる。

## 泉質
- 単純硫黄泉

### 効能
- 一般的適応症、慢性皮膚病、慢性婦人病、きりきず、糖尿病など。

※注 効能は万人に対してその効果を保証するものではない。

## 温泉街
共同浴場（外湯）を中心に栄え、現在も3つの共同浴場「大湯」「大師湯」「石湯」が存在する。温泉街は大湯を中心とする「大湯地区」（別所温泉駅から徒歩7～8分程度）と北向観音周辺の「院内地区」（別所温泉駅から徒歩15分程度）に分かれているが、相互の距離は近く、10分足らずで行き来できる。大湯は木曾義仲、大師湯は円仁（慈覚大師）、石湯は真田幸村ゆかりの湯（後述）として知られている。江戸時代には更に大湯地区に「長命湯（玄斉湯）」、院内地区に「久我湯」が有ったが、1929年までに各温泉旅館が「長命湯（玄斉湯）」「久我湯」から引湯し、全旅館が内湯を整備したため現存していない。また「分去地区」で上田市営の温泉施設（社会福祉施設･外湯）として1972年開業の「相染閣」が営業していたが、施設老朽化により同じく「分去地区」内の別所温泉駅近傍、市営駐車場跡地（旧上田市立別所小学校（1996年3月統合廃止）元校地）に移転、2008年、公共温泉施設「相染閣別所温泉あいそめの湯」として再開業した。また2004年7月には足湯「ななくり」、2012年2月には足湯「大湯薬師の湯」が設置されている。また温泉を利用した旧別所村住民用の洗い場（洗濯場）が13ヶ所ある。別所温泉には12の小字があり、その全てに洗い場が設けられている。
別所温泉を含む上田周辺は養蚕の活況で古くから賑わっていたため、明治時代には30を超える宿があった。養蚕業の衰退や社会情勢の変化とともに廃業したり、食事処などに転業した事業者もあり、次第に温泉宿の数は減ったが、2018年現在も約15軒の温泉宿が営業。江戸時代創業の老舗旅館も複数ある。こうした伝統のある宿は、たいてい元蚕種屋で、湯治客に家の一部を間貸していたことから始まり、半農半商経営である。温泉街や周囲の住宅地の中にそば店が点在する。周辺には山菜や松茸を産する山林が多数あり、通年営業の料亭や信州上小森林組合直営の食事処（別所温泉森林公園内）があるほか、秋には「松茸小屋」と呼ばれる松茸料理を提供する季節営業の専門店が山林内に設けられる。また「あいそめの湯」内にも飲食店「比蘭樹」（びらんじゅ）が2019年に新設された。  

3つの共同浴場
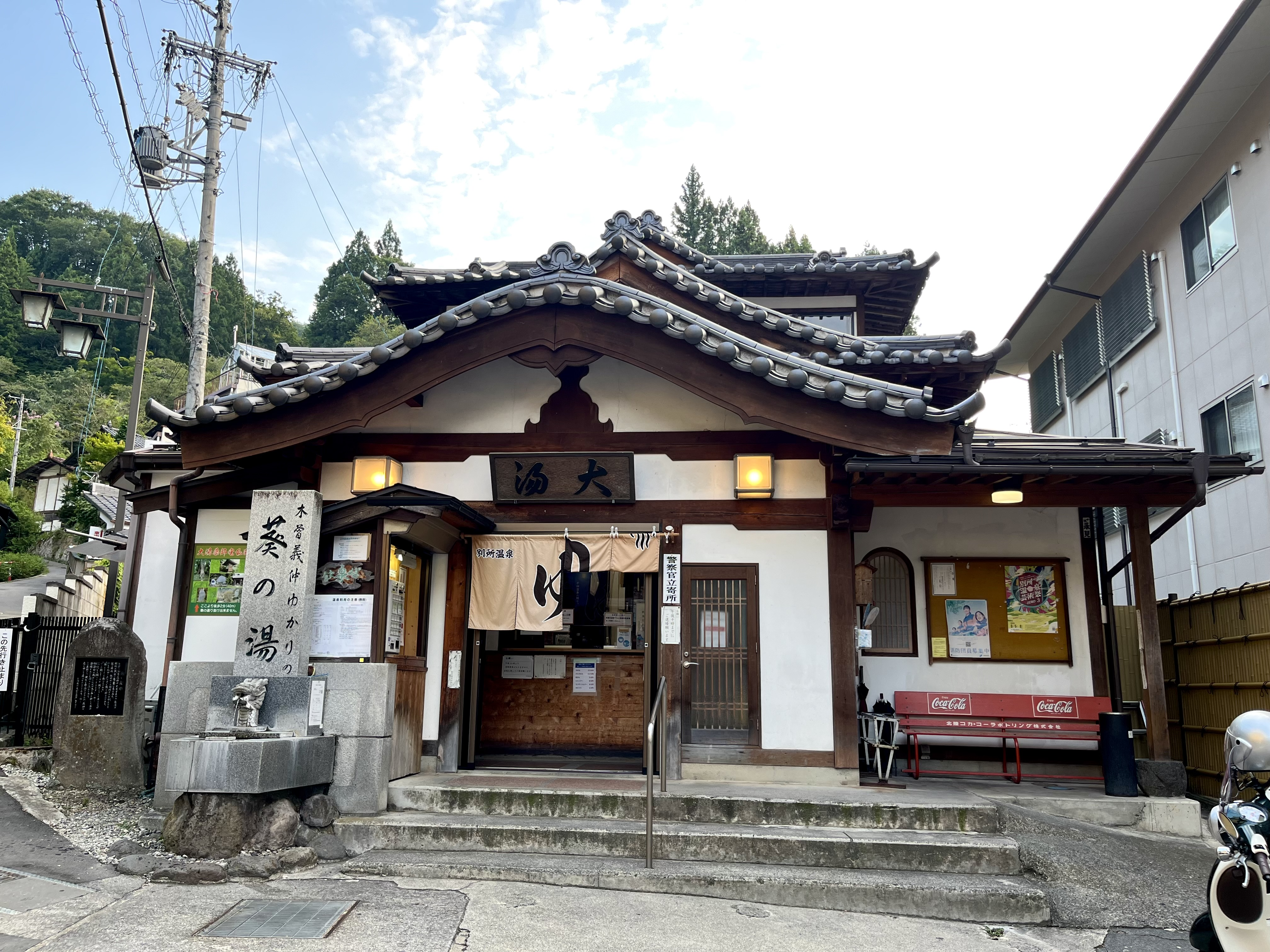
共同浴場「大湯」
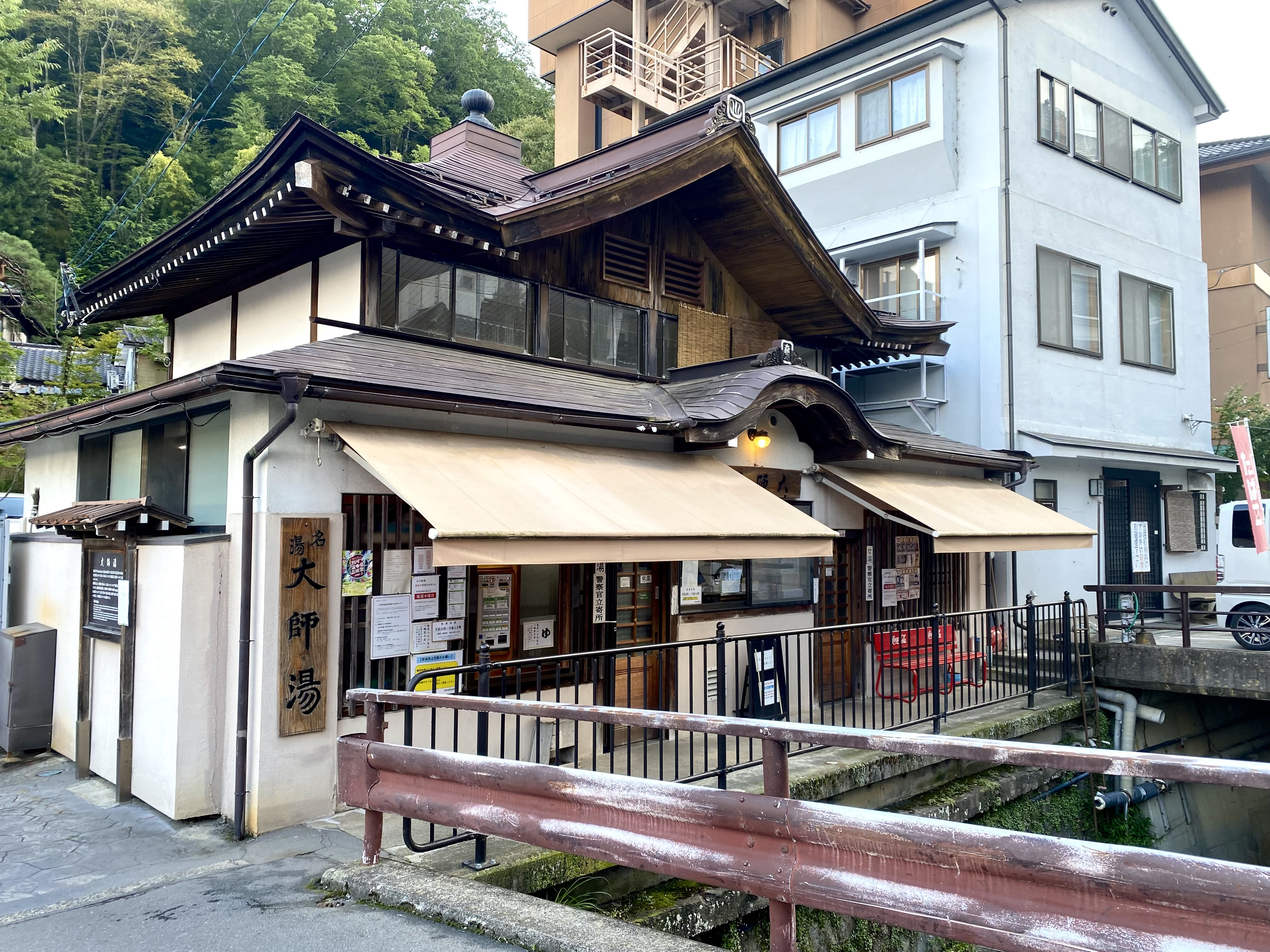
共同浴場「大師湯」
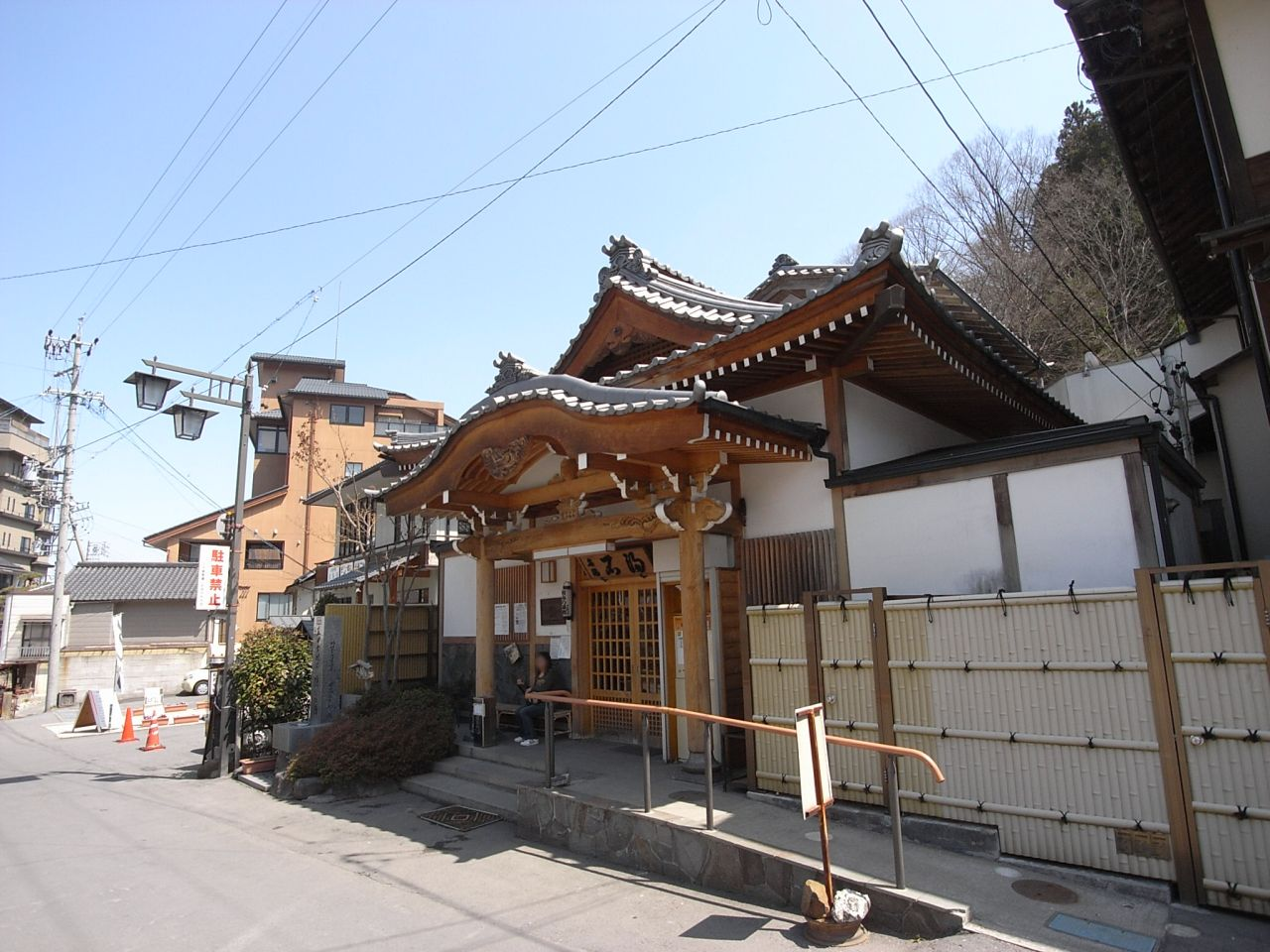
共同浴場「石湯」

### 宿泊施設
2021年時点で営業中の宿泊施設
- 別所温泉旅館組合加盟温泉旅館　13軒
  - 大湯地区　7
  - 院内地区　6
- ゲストハウス　4軒（温泉の引湯は無し）
  - 分去地区　民宿1、ユースホステル1
  - 院内地区　民宿1　
  - 上手地区　民宿1

戸倉上山田温泉など長野県内近隣の温泉地と同様、1997年の北陸新幹線長野駅先行開業（長野新幹線）や1998年長野オリンピックを前に大型の設備投資を行って施設を拡充した事業者が多いが、その後の長引く個人消費の落ち込みの影響を受け投資を回収できず、借入金負担が旅館の経営を圧迫、苦境に立たされている。各旅館ともNHK大河ドラマ『風林火山』（2007年）や『真田丸』（2016年）の放送により一時的に客足が戻り、増益となった年度もあったが、長期債務の解消には至らず経営破綻に追い込まれる旅館が相次いでいる。近年では2015年に一軒（大湯地区、温泉旅館組合非加盟の旅館）が関連企業のびん詰め食品等製造販売会社（長野県千曲市）の経営難及び破産の影響を受け事業停止（翌2016年に倒産）、2016年に一軒（院内地区、温泉旅館）廃業（同年以前より休業）、2017年に一軒（院内地区、温泉旅館）倒産、2018年に二軒（院内地区、温泉旅館。うち一軒は2017年12月に事業停止。もう一軒は民事再生法が適用され営業継続）倒産している。このうち2018年に倒産し民事再生手続きに入った江戸時代享保年間創業の老舗は、2017年に経営破綻した著名人ゆかりの旅館（後述）の再開を目指して土地建物を落札したものの、設備改修費用が当初試算より大幅に増えることが判明して再開を断念、破産に至っている。更に2019年10月13日の令和元年東日本台風による上田電鉄別所線千曲川橋梁崩落被害に伴う上田駅 - 城下駅間の長期運休（2021年3月28日全線運行再開）の影響により客足が落ち込み、翌2020年初頭からの新型コロナウイルス感染拡大により、各宿泊施設とも業績が大幅に悪化。極めて深刻な打撃を受けている。2020年5月には大湯地区の高台に立地し大規模な施設を有した温泉旅館一軒が自己破産・閉館に追い込まれている。

## 地区
上田市大字別所温泉（小県郡旧別所村・小県郡旧塩田町大字別所）の下に4地区があり、4自治会を構成する。これとは別に小字が12ある。別所温泉の祭事「岳の幟」はこの4地区が一年交代で当番となり実施される。
- 分去（わかされ） 別所温泉駅・あいそめの湯周辺。
- 大湯（おおゆ） 共同浴場「大湯」周辺。
- 院内（いんない） 北向観音・常楽寺・安楽寺周辺。
- 上手（わで）[注釈 2] 温泉街を流れる湯川の上流部周辺。現在この地区には洗い場があるのみで、温泉旅館・浴場はない。

## 別所温泉財産区
別所温泉の源泉、共同浴場「大湯」「大師湯」「石湯」、足湯「ななくり」「大湯薬師の湯」及び13ヶ所の住民用洗い場（洗濯場）を所有・管理する特別地方公共団体として別所温泉財産区がある。別所温泉の所有者は別所温泉財産区であり、別所温泉の管理者は上田市長である。江戸時代、別所温泉の源泉は上田藩によって保有されていたが、1871年（明治4年）の廃藩置県の後、源泉は国有となった。1889年（明治22年）には小県郡別所村に温泉や共同浴場の維持・管理に当たる鉱泉組合が作られたが、大正時代初期まで別所村が国に源泉の借料を支払って温泉を運営していた。1916年（大正5年）、源泉が国から別所村に払い下げられて以降、源泉は別所村の村有となった。1956年（昭和31年）5月1日 、別所村と西塩田村・東塩田村・中塩田村が合併して塩田町が発足したが、同町設立に際し、源泉や共同浴場など温泉財産については塩田町に移管せず、引き続き旧別所村をもって所有者とする旨合意された。ここに地方自治法第三篇 第四章（294条～297条）の規定に基づき、特別地方公共団体として別所温泉財産区が設立された。1970年（昭和45年）4月1日に塩田町が上田市に編入された際にも引き続きこの合意が維持され、別所温泉財産区が存続して現在に至っている。
- 財産区設立年月日　1956年（昭和31年）5月1日
- 財産区の区域　長野県上田市大字別所温泉（小県郡旧別所村）
- 源泉所在地　長野県上田市大字別所温泉1698番地
- 財産区事務所所在地　長野県上田市大字別所温泉1700番地の1
- 財産区管理者　土屋陽一（上田市長。2018年4月9日～）
- 議会　別所温泉財産区議会（地方自治法第295条の規定による）
  - 定数10・任期4年（上田市別所温泉財産区議会設置条例の規定による）。
- 諮問機関　別所温泉財産区運営審議会
  - 委員11人以内（上田市別所温泉財産区運営審議会条例の規定による）。

## 歴史と伝承
開湯時期は不明だが、古代から存在していたものと見られる。
伝説では景行天皇の時代、日本武尊の東征の折りに発見されたと言われ、「日本最古の温泉」「信州最古の温泉」の一つに挙げられている。『日本書紀』には天武天皇が「束間温湯」に行幸し入湯しようとした際、皇族の三野王（美努王）に信濃の地形図を献上させ、軽部朝臣足瀬らに命じて行宮の造営を計画したとの記事があるが、この「束間温湯」が現在の別所温泉であるという説があり、北向観音山門前に「束間温湯」に関する解説板が立てられている。平安時代に清少納言が随筆『枕草子』(能因本）において「湯は七久里、有馬の湯（兵庫県）、玉造の湯（島根県）」（三名泉）と賞賛している「七久里（ななくり）温泉」が、この別所温泉のことを指すという説がある。
平安時代末期には木曾義仲が入湯したとの伝説がある。鎌倉時代には周辺の塩田平を本拠とした塩田北条氏建立による国宝八角三重塔を有する安楽寺や北向観音が創建された。また信濃御湯として、名取御湯、三函御湯または犬養御湯とともに三御湯に数えられた。順徳天皇の著作『八雲御抄』には「七久里の湯は信濃の御湯と同じ」という記述も見え、これについては別所温泉のことを示しているとする説が一般的である。戦国時代には上田城主・真田氏とその家臣団が入湯していたという記録がある。江戸時代には上田藩主と家臣団が入湯。藩主の湯治用施設・別荘であった通称「温泉屋敷」と庭園、お茶屋（休息所）跡などが「大湯」脇に一部現存しており、調査が行われている。既に江戸時代から北条氏ゆかりの温泉地として認識されていたようであり、「御湯坪」として記録されている藩主・家臣用浴室は「北条湯」とも呼ばれ、塩田北条氏の北条義政が浴室を設けたことが起源である、と伝えられていたという。
「御湯坪」は近代に至って上田藩が廃された後、国から別所村に払い下げられ、共同浴場「大湯」となり現在に至っている。北条氏とのゆかりや神社仏閣が点在する塩田平・別所界隈の様子を鎌倉になぞらえ、「信州の鎌倉」と例えるようになった。

## 社寺・旧跡・名所
- 北向観音
- 常楽寺　北向観音本坊・常楽寺美術館

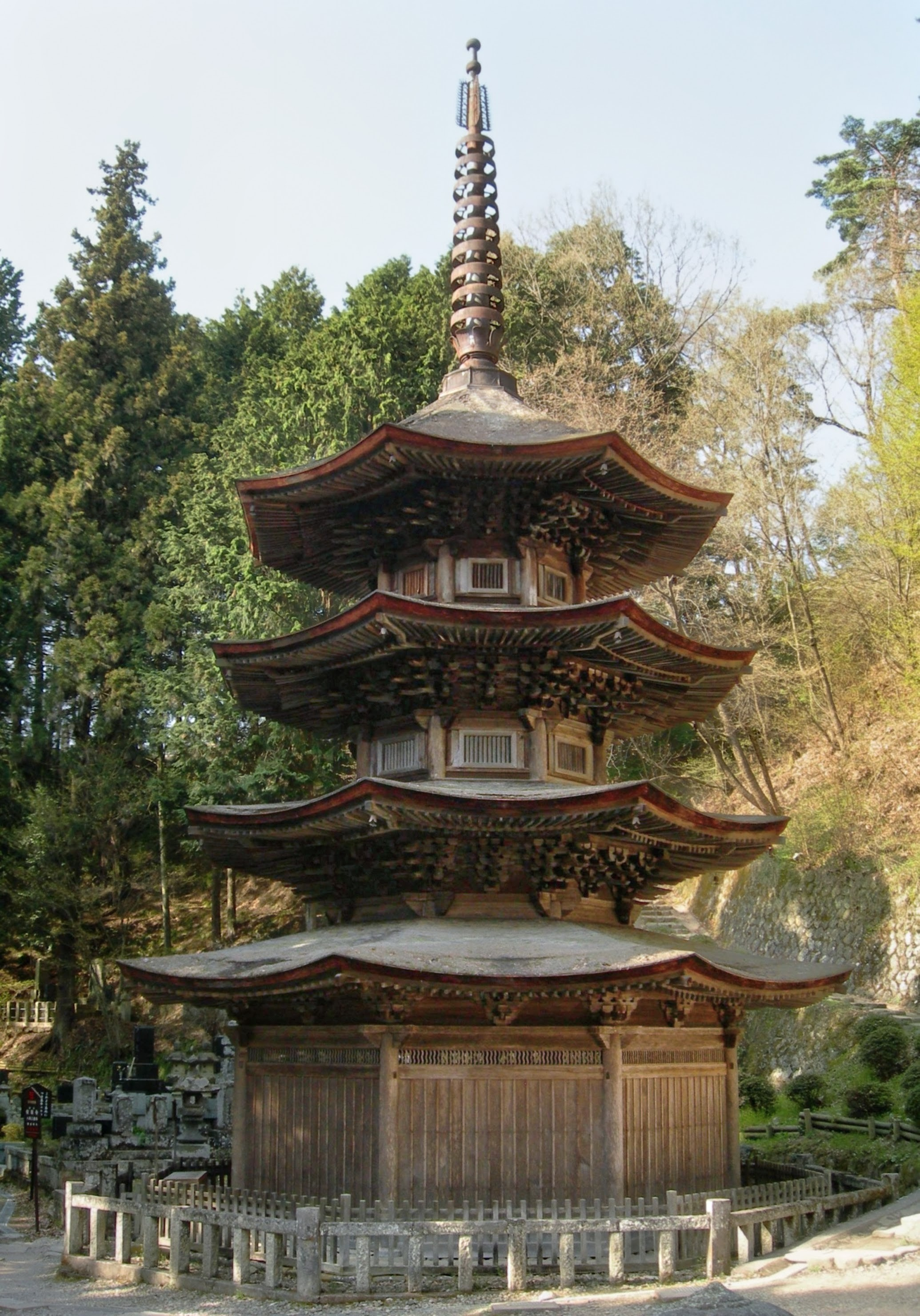
安楽寺八角三重塔

- 安楽寺　国宝八角三重塔（塔のみ拝観料が必要）
- 別所神社　「岳の幟」会場
- 湯かけ地蔵
- 愛染橋
- 大湯薬師堂
- 七苦離地蔵堂　常楽寺の地蔵尊
- 将軍塚　古墳時代の円墳。北向観音とともに平維茂ゆかりの場所で、その墓所との伝承がある。
- 別所温泉森林公園　キャンプ場
- 別所公園　スポーツ施設
- 上田市別所温泉センター 温泉歴史資料展示室　旧別所村役場跡。無料。1986年開館。
- 武屋御殿　廃業した「たけや」という温泉旅館の建物が近傍の温泉旅館によって改装され、大河ドラマ『真田丸』放送に合わせ、2015年5月に無料の歴史展示館として開館した。建物の改装を行った近傍の温泉旅館の管理施設であるが、同旅館の宿泊客ではなくても無料。

## 作品との関わり

### 小説の舞台
近代以降、有島武郎や川端康成ら多くの文人が訪れ、川端は『花のワルツ』（1936年刊行）を別所温泉の旅館、臨泉楼柏屋別荘（1910年創業、2017年閉館）で執筆している。柏屋別荘には1923年、北原白秋も逗留して百首以上の歌を詠み、後年北向観音に歌碑が建てられている。また旅行記や随筆の題材に取り上げたり、断片的に残る別所温泉にかかわる史実や伝承を作品に取り入れた文人も少なくない。吉川英治は『新・平家物語』において義仲が愛妾の葵御前を連れて「大湯」に入湯する場面を描いている。史料上の根拠はないが、「大湯」は「葵の湯」と宣伝されるようになっており、「大湯」の傍らには吉川の文学碑も建てられている。また戦国武将真田昌幸・真田信之・真田幸村関連の作品を数多く執筆した池波正太郎は取材のため上田市街や別所温泉を度々訪れ、代表作の一つとなった長編小説『真田太平記』においては「真田幸村が「石湯」に頻繁に入湯していた」という設定を導入し、若き日の幸村が入浴に訪れるなど、重要な場面にしばしば登場している。ただ幸村と別所温泉のゆかりについての史料上の根拠は確認されていない。こちらも『新・平家物語』同様小説の中のフィクションに留まっているものの、宣伝効果を生んでおり、「石湯」は「真田幸村公隠しの湯」と形容されるに至っている。現在「石湯」前に立つ石碑の文字も池波の筆によるものである。

### 映画・テレビ番組のロケ地
- 映画『男はつらいよ 寅次郎純情詩集』のロケ地
- 映画『彼のオートバイ、彼女の島』のロケ地
- 映画『卓球温泉」のロケ地
- 映画『君のままで』のロケ地
- テレビ朝日系ドラマ「土曜ワイド劇場新聞記者・鶴巻吾郎」『“幻の女”に抱きつかれて、私が殺人犯に!! 別所温泉・祇園祭の列に連続死の謎が!?』』(2006年)のロケ地
- フジテレビ系ドラマ「裸の大将放浪記」『裸の大将 長野編〜放浪の虫が動き出したので〜』(2007年)のロケ地

ほか多数。
- この他、映画監督の黒澤明が映画『姿三四郎』の制作時に柏屋別荘に滞在していたという。
- NHK大河ドラマ『風林火山』第37回の風林火山紀行では「枕草子にも記された温泉」として紹介された。

## 年間イベント

### １月
- 初詣
- おたや祭り
- どんど焼き
- 道祖神祭り

### ２月
- 北向観音節分会

### ３月
- 大般若経転読会

### ４月
- 上田真田まつり

### ７月
- 別所温泉祇園祭

### ８月
- 灯籠祭り
- 盆踊り

### １２月
- 二年参り

ー別所温泉観光協会公式ウェブサイト

## アクセス
- 鉄道：北陸新幹線・しなの鉄道線上田駅にて、上田電鉄別所線に乗り換え、終点別所温泉駅下車。
- バス
  - 上田バス
    - 塩田線（信州上田医療センター～上田駅～塩田町駅～別所温泉）
    - 信州の鎌倉シャトルバス（塩田町駅～無言館～前山寺～龍光院～中禅寺～塩田の郷マレット場～別所温泉）※4月1日～11月30日運行
- 高速バス
  - 西武観光バス、千曲バス（上田線）
    - 池袋駅東口・練馬区役所前・川越的場～上田駅・別所温泉

※千曲バスは上田駅から立川駅や京都・大阪方面への高速バスも運行している。
- 自家用車
  - 上信越自動車道上田菅平インターチェンジより国道143号経由。